# Ad Malum Punicum
Ad Malum Punicum era un topónimo de la antigua Roma mencionado en los Catálogos Regionales en la región del VI de Augusto.
Cerca de este lugar se encontraba la casa natal del emperador Domiciano.
En el emplazamiento de esta casa se construyó posteriormente el Templo de Gens Flavia.

## Ubicación
El topónimo probablemente identificaba originalmente una encrucijada situada a lo largo de la Alta Semita, en la cima del Quirinale, a lo largo de la actual Via del Quirinale/Via XX Settembre, cerca del cruce con la Via delle Quattro Fontane. Lanciani creía que Ad Malum Punicum era una vía casi coincidente con la actual Via delle Quattro Fontane y situó el templo justo al sur del cruce entre esta vía y la Alta Semita.